# Fatteliku: Live in Athens 1987
Fatteliku: Live in Athens 1987 ist ein Livealbum des senegalesischen Sängers, Komponisten und Politikers Youssou N’Dour, das erstmals am 16. Oktober 2015 von Real World Records veröffentlicht wurde und dessen Aufnahmen bei drei Konzerten der This Way Up Tour des britischen Pop-Rock-Musikers Peter Gabriel im Jahr 1987 im Amphitheater auf dem Lykabettus in Athen entstanden sind.

## Hintergrund
Youssou N’Dour trat während der This Way Up Tour von Peter Gabriel erstmals vor einem größeren Publikum in der westlichen Welt auf, das den ihnen zuvor unbekannten Künstler begeistert aufnahm.
Gabriel stellte seine Vorgruppe mit den folgenden Worten vor:

„Sie werden gleich eine bemerkenswerte Gruppe von Musikern sehen, die einige meiner Lieblingsstücke spielen. Ich bitte Sie, ihnen einen herzlichen Empfang zu bereiten und ihnen gut zuzuhören: Youssou N’Dour und Le Super Étoile de Dakar!“

## Veröffentlichung
Der Konzertfilm Live in Athens 1987 von Peter Gabriel erschien erstmals 2012 zu dem 25-jährigen Jubiläum seines Albums So als Teil des 25th Anniversary-Box Sets und am 16. September 2013 als eigenständige Veröffentlichung. Das Set von Youssou N’Dour und Le Super Étoile de Dakar, was diese 1987 als Vorgruppe gespielt hatten, war auf der DVD bzw. Blu-ray ebenfalls enthalten. Unter dem Namen Fatteliku: Live in Athens 1987 wurde es am 15. Oktober 2015 als eigenständiges Audio-Album veröffentlicht. Zusätzlich zu dem Set von Youssou N’Dour & Le Super Étoile de Dakar wurde noch das am Ende der Konzerte von Peter Gabriel gemeinsam gespielte In Your Eyes in das Album aufgenommen.

## Entstehung
Im Jahr 2012 wurde das Audiomaterial restauriert und von Ben Findlay gleichzeitig mit dem Konzertfilm Live in Athens für die im Oktober 2012 veröffentlichte Fassung des Albums So zu dessen 25-jährigem Bestehen neu abgemischt.

## Titelliste
Alle Lieder wurden von Youssou N’Dour geschrieben, außer Kocc Barma mit Habib Faye und In Your Eyes von Peter Gabriel.
1. Immigrés – 7:46
2. Kocc Barma – 8:16
3. Nelson Mandela – 7:20
4. Ndobine – 8:38
5. Sama Dome / My Daughter – 7:47
6. In Your Eyes – 10:38

Gesamtspielzeit: 50:25

## Mitwirkende

### Musiker
- Babacar Mbaye Dieye Faye – Perkussion
- Habib Faye – Bassgitarre, Keyboards
- Peter Gabriel – Gesang (auf In Your Eyes)
- Manu Katché – Schlagzeug (auf In Your Eyes)
- Fatou Marietou Koite – Tanz
- Thierno Koite – Saxophon
- Tony Levin – Bassgitarre, Begleitgesang (auf In Your Eyes)
- Mamadou „Jimi“ Mbaye – E-Gitarre
- Ousseynou Ndiaye – Begleitgesang
- Youssou N’Dour – Gesang
- Falilou „Gallas“ Niang – Schlagzeug
- Pape Oumar Ngom – Rhythmus-Gitarre
- David Rhodes – E-Gitarre, Begleitgesang (auf In Your Eyes)
- David Sancious – Keyboards (auf In Your Eyes)
- Assane Thiam – Talking Drum

### Technische Unterstützung
- Marc Bessant – Cover-Artwork
- Richard Chappell – Tontechniker-Assistent, Mastering
- Ian Cooper – Mastering
- Jane Cornwell – Sleeve Notes
- Richard Evans – Tontechniker-Assistent
- Randy Ezratty – Live-Sound-Tontechniker
- Habib Faye – Songwriter
- Ben Findlay – Mastering, Mixing
- Peter Gabriel – Songwriter (auf In Your Eyes)
- Nguyen Green – Mixing-Assistent
- John Harris – Live-Sound-Tontechniker
- Christopher Johns – Tontechniker-Assistent
- Kevin Killen – Live-Sound-Tontechniker
- Youssou N’Dour – Songwriter
- Mark Shane – Live-Sound-Tontechniker